# Tourmont
Tourmont é uma comuna francesa na região administrativa de Borgonha-Franco-Condado, no departamento de Jura. Estende-se por uma área de 9,73 km². Em 2010 a comuna tinha 483 habitantes (densidade: 49,6 hab./km²).